# Terminator Genisys: Future War
Terminator Genisys: Future War (с англ. — «Терминатор Генезис: будущая война») — мобильная ММО-стратегия, действие которой происходит в постапокалиптической вселенной фильма Терминатор: Генезис. Игра, созданная компанией Plarium совместно со Skydance Media, была анонсирована 28 июня 2016 года, а её релиз состоялся 18 мая 2017 года на площадках App Store и Google Play.
Игра была закрыта 7 сентября 2023 года, о чём разработчики объявили 10 августа того же года.

## Сюжет и геймплей
Действие Terminator Genisys: Future War разворачивается сразу после событий фильма «Терминатор: Генезис». Игрокам предстоит принять участие в борьбе между машинами и людьми, чтобы изменить будущее этого мира.
Пользователям предлагается сделать выбор: примкнуть к Сопротивлению и создать армию союзников, не позволив Скайнету реанимировать центральное Ядро, или присоединиться к механизированным силам искусственного интеллекта и уничтожить человечество.
Игроки могут строить здания, совершенствовать базу, развивать армию, обучать Лидера, создавать и укреплять Кланы. Все процессы в игре запускаются за счет ресурсов: Энергии, Иридия, Материалов, Боеприпасов, Топлива или особой внутриигровой валюты — Очков Технологий, с помощью которой можно ускорить выполнение различных действий. Для получения ресурсов необходимо строить и улучшать специальные здания или отправлять своих юнитов в военные походы. Вместе с игровым прогрессом увеличиваются стоимость процессов и затрачиваемое на них время.
Для участников Клана стратегически важной задачей является захват Машины Времени — уникальной локации, расположенной в центре каждого Измерения.
В самой игре можно выбрать робота Т-800 (Арнольд Шварценеггер) в качестве Лидера для своей армии. Также этот персонаж помогает пройти стартовое обучение.
| Иноязычные издания | Иноязычные издания |
| Издание            | Оценка             |
| ------------------ | ------------------ |
| Pocket Gamer       | [ 6 ]              |